# Macrargus carpenteri
Macrargus carpenteri är en spindelart som först beskrevs av O. Pickard-Cambridge 1894.  Macrargus carpenteri ingår i släktet Macrargus och familjen täckvävarspindlar. Arten är reproducerande i Sverige. Inga underarter finns listade i Catalogue of Life.